# Arthur Moritz Schoenflies
Arthur Moritz Schoenflies (alemão: [ˈʃøːnfliːs];Gorzów Wielkopolski, 17 de abril de 1853 — Frankfurt am Main, 27 de maio de 1928) foi um matemático alemão.
Foi palestrante convidado do Congresso Internacional de Matemáticos em Heidelberg (1904: Struktur der perfekten Mengen).
Conhecido por suas contribuições para a aplicação da teoria dos grupos à cristalografia e por trabalhar em topologia.
Schoenflies nasceu em Landsberg an der Warthe (atual Gorzów, Polônia). Arthur Schoenflies casou-se com Emma Levin (1868–1939) em 1896, cuja irmã, a escritora Julie, era casada com o editor e estivador Julius Levin. Ele estudou com Ernst Kummer e Karl Weierstrass, e foi influenciado por Felix Klein.
O problema das Schoenflies é provar que um {\displaystyle (n-1)}-esfera no n-espaço euclidiano limita uma bola topológica, porém embutida. Esta pergunta é muito mais sutil do que parece inicialmente.
Ele estudou na Universidade de Berlim de 1870 a 1875. Obteve o doutorado em 1877 e, em 1878, era professor em uma escola em Berlim. Em 1880, ele foi para Colmar para ensinar.
Schoenflies foi um colaborador frequente da enciclopédia de Klein: em 1898 ele escreveu sobre a teoria dos conjuntos, em 1902 sobre cinemática e sobre geometria projetiva em 1910.

Ele era um tio-avô de Walter Benjamin.

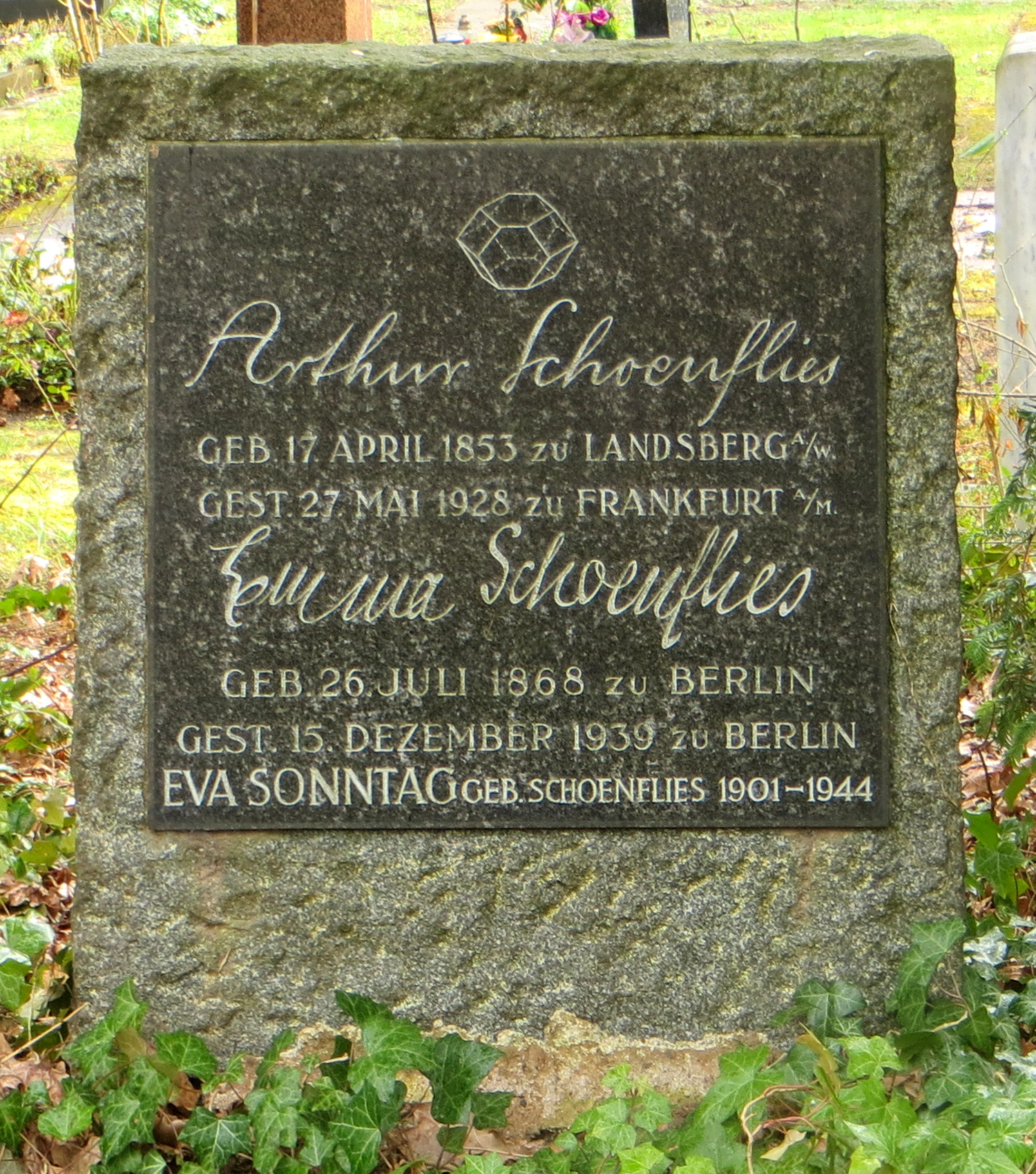
Sepultura de Arthur Schoenflies no Cemitério de Frankfurt am Main

## Trabalhos selecionados
- Geometrie der Bewegung in synthetischer Darstellung. Teubner, 1886; translated by Charles Speckel as La Géométrie du Mouvement. Exposé synthétique. Gauthier-Villars 1893[2]
- Einführung in die mathematische Behandlung der Naturwissenschaft. 1a. ed., Dr. E. Wolff, 1895; 2a. ed. 1931 (com Walther Nernst)
- Entwicklung der Mengenlehre und ihrer Anwendungen. Teubner, 1913 (com Hans Hahn).
- Kristallsysteme und Kristallstruktur, Teubner 1891
- Theorie der Kristallstruktur. Ein Lehrbuch. Gebr. Borntraeger, 1923.
- Einführung in die Hauptgesetze der zeichnerischen Darstellungsmethoden, Teubner 1908, Project Gutenberg ebook
- Articles: Mengenlehre (1898), Projektive Geometrie (1909), Kinematik (1902), Kristallographie (com Theodor Liebisch, Otto Mügge), Klein's encyclopedia.